# 放鸡岛
放鸡岛，又名湾舟岛，原名汾洲山，位于中国广东省茂名市电白區博賀鎮南部海面，距陆岸7.8海里，岛呈橄榄形自东北至西北弧形走向，面积1.9平方公里，是茂名市最大的海岛，北面为细沙海滩，东岸和北岸多为悬崖峭壁。该岛为无人岛，以往无居民定居，2000年代后被开辟作旅游用途。
为与电白莲头半岛对面的同名岛屿区分，该岛亦被称为“大放鸡岛”，莲头海域的岛屿称为“小放鸡岛”。

## 历史
唐代大中二年（848年），宰相李德裕贬崖州司户，赴任途中舟经此岛，泊舟登岛取淡水，后人立碑建庙纪念，海船过此登岛祭祀，并放一鸡于山中，示放生以乞求平安之意，遂有“放鸡岛”之名。岛上自然风光秀丽，天然景物奇异多姿。有“中国马尔代夫”之美誉。
1950年代，南海舰队在放鸡岛的最高处兴建一座高9.8米的石砌灯桩，供过往船只通航。1997年，湛江航标处重建为大型灯塔，塔高13.1米。
1976年初，经上级批准，电白博贺镇筹备成立知识青年农场，并在放鸡岛设立分场。1976年9月20日，首批知青进驻放鸡岛，并在岛上建起近五百平方米的石屋，开垦耕地、种植树木，直至数年后返城，前后进驻放鸡岛的有一百多人。
2004年，台湾商人陈明哲投资3亿人民币，成立茂名放鸡岛旅游开发有限公司，采用政府出地、企业出资金合作开发的方式，与当地政府合作在放鸡岛开发游乐区，为期50年，为全国首例无居民海岛整岛开发试点项目。2005年五一期间，茂名放鸡岛海上游乐世界正式对外开放，首年迎来3万多旅客，2006年再次开放半年，游客数量猛增到11.3万人。2006年11月，关闭海岛全面开发，至2008年5月重新开放。